# Lumière du meilleur film
L’Académie des Lumières, composée de plus de 200 journalistes de la presse internationale, récompense chaque année depuis 1996 les meilleurs films français.
Le Lumière du meilleur film est remis chaque année pour un film français sorti en France l’année précédente, lors de la « Cérémonie des Lumières de la presse internationale ».

## Liste des lauréats

### Années 1990
- 1996 : La Haine de Mathieu Kassovitz
- 1997 : Ridicule de Patrice Leconte
- 1998 : Marius et Jeannette de Robert Guédiguian
- 1999 : La Vie rêvée des anges d'Érick Zonca

### Années 2000
- 2000 : Jeanne d’Arc de Luc Besson
- 2001 : Le Goût des autres d'Agnès Jaoui
- 2002 : Le Fabuleux Destin d'Amélie Poulain de Jean-Pierre Jeunet
- 2003 : Amen. de Costa-Gavras
- 2004 : Les Triplettes de Belleville de Sylvain Chomet
- 2005 : Les Choristes de Christophe Barratier
- 2006 : De battre mon cœur s'est arrêté de Jacques Audiard
- 2007 : Ne le dis à personne de Guillaume Canet
  - Indigènes de Rachid Bouchareb
  - L'Ivresse du pouvoir de Claude Chabrol
  - Lady Chatterley de Pascale Ferran
  - Flandres de Bruno Dumont
- 2008 : Le Scaphandre et le Papillon de Julian Schnabel
  - La Môme de Olivier Dahan
  - La Chambre des morts d'Alfred Lot
  - La Graine et le Mulet de Abdellatif Kechiche
  - Persepolis de Marjane Satrapi
- 2009 : Entre les murs de Laurent Cantet
  - Mesrine : L'Ennemi public n°1 de Jean-François Richet
  - Un conte de Noël de Arnaud Desplechin
  - Séraphine de Martin Provost
  - Aide-toi le ciel t'aidera de François Dupeyron

### Années 2010
- 2010 : Welcome de Philippe Lioret
  - Un prophète de Jacques Audiard
  - Dans la brume électrique de Bertrand Tavernier
  - Coco avant Chanel, d'Anne Fontaine
  - À l'origine de Xavier Giannoli

- 2011 : Des hommes et des dieux de Xavier Beauvois
  - Carlos d’Olivier Assayas
  - Gainsbourg (vie héroïque) de Joann Sfar
  - The Ghost Writer de Roman Polanski
  - L’illusionniste de Sylvain Chomet

- 2012 : The Artist de Michel Hazanavicius
  - L'Apollonide : Souvenirs de la maison close de Bertrand Bonello
  - L'Exercice de l'État, de Pierre Schoeller
  - Le Havre de Aki Kaurismäki
  - Intouchables de Éric Toledano et Olivier Nakache

- 2013 : Amour de Michael Haneke
  - De rouille et d'os de Jacques Audiard
  - Camille redouble de Noémie Lvovsky
  - Holy Motors de Leos Carax
  - Les Adieux à la reine de Benoît Jacquot
- 2014 : La Vie d'Adèle d’Abdellatif Kechiche
  - 9 mois ferme d'Albert Dupontel
  - Grand Central de Rebecca Zlotowski
  - L'Écume des jours de Michel Gondry
  - Quai d'Orsay de Bertrand Tavernier
  - Renoir de Gilles Bourdos
- 2015 : Timbuktu d’Abderrahmane Sissako
  - Saint-Laurent de Bertrand Bonello
  - La Famille Bélier d'Éric Lartigau
  - Trois cœurs de Benoît Jacquot
  - Bande de filles de Céline Sciamma
  - Pas son genre de Lucas Belvaux
- 2016 : Mustang de Deniz Gamze Ergüven
  - La Belle Saison de Catherine Corsini
  - Dheepan de Jacques Audiard
  - L'Hermine de Christian Vincent
  - Marguerite de Xavier Giannoli
  - Trois souvenirs de ma jeunesse de Arnaud Desplechin
- 2017 : Elle de Paul Verhoeven
  - La Mort de Louis XIV de Albert Serra, produit par Thierry Lounas
  - Nocturama de Bertrand Bonello, produit par Édouard Weil et Alice Girard
  - Les Ogres de Léa Fehner, produit par Philippe Liégeois
  - Rester vertical d'Alain Guiraudie, produit par Sylvie Pialat et Benoît Quainon
  - Une vie de Stéphane Brizé, produit par Miléna Poylo et Gilles Sacuto
- 2018 : 120 battements par minute de Robin Campillo
  - Au revoir là-haut d'Albert Dupontel
  - Barbara de Mathieu Amalric
  - Félicité de Alain Gomis
  - Orpheline d'Arnaud des Pallières
  - Le Sens de la fête de Éric Toledano et Olivier Nakache
- 2019 : Les Frères Sisters de Jacques Audiard
  - Amanda de Mikhaël Hers
  - Guy d'Alex Lutz
  - Mademoiselle de Joncquières de Emmanuel Mouret
  - Pupille de Jeanne Herry

### Années 2020
- 2020 : Les Misérables de Ladj Ly
  - Grâce à Dieu de François Ozon
  - J'accuse de Roman Polanski
  - Portrait de la jeune fille en feu de Céline Sciamma
  - Roubaix, une lumière de Arnaud Desplechin

- 2021 : Les Choses qu'on dit, les choses qu'on fait de Emmanuel Mouret, produit par Frédéric Niedermayer[1]
  - Adieu les cons de Albert Dupontel, produit par Catherine Bozorgan
  - Deux de Filippo Meneghetti, produit par Laurent Baujard et Pierre-Emmanuel Fleurantin
  - Été 85 de François Ozon, produit par Éric et Nicolas Altmayer
  - La Fille au bracelet de Stéphane Demoustier, produit par Jean Des Forêts

- 2022 : L'Événement d'Audrey Diwan, produit par Edouard Weil et Alice Girard
  - Annette de Leos Carax, produit par Charles Gillibert, Paul-Dominique Win Vacharasinthu et Adam Driver
  - De son vivant de Emmanuelle Bercot, produit par Denis Pineau-Valencienne et François Kraus
  - Illusions perdues de Xavier Giannoli, produit par Olivier Delbosc et Sidonie Dumas
  - Onoda, 10 000 nuits dans la jungle d'Arthur Harari, produit par Nicolas Anthomé

- 2023 : La Nuit du 12 de Dominik Moll
  - Les Enfants des autres de Rebecca Zlotowski
  - Pacifiction : Tourment sur les Îles d'Albert Serra
  - Revoir Paris d'Alice Winocour
  - Saint Omer d'Alice Diop

- 2024 : Anatomie d'une chute de Justine Triet
  - L'Été dernier de Catherine Breillat
  - Goutte d'or de Clément Cogitore
  - Le Procès Goldman de Cédric Kahn
  - Le Règne animal de Thomas Cailley

- 2025 : Emilia Pérez de Jacques Audiard
  - All We Imagine as Light de Payal Kapadia
  - L'Histoire de Souleymane de Boris Lojkine
  - Miséricorde d'Alain Guiraudie
  - Le Roman de Jim d'Arnaud Larrieu et Jean-Marie Larrieu